# Gehoordrempel

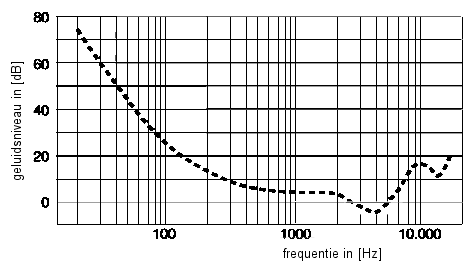
De gemiddelde gehoordrempel van jonge gezonde mensen.

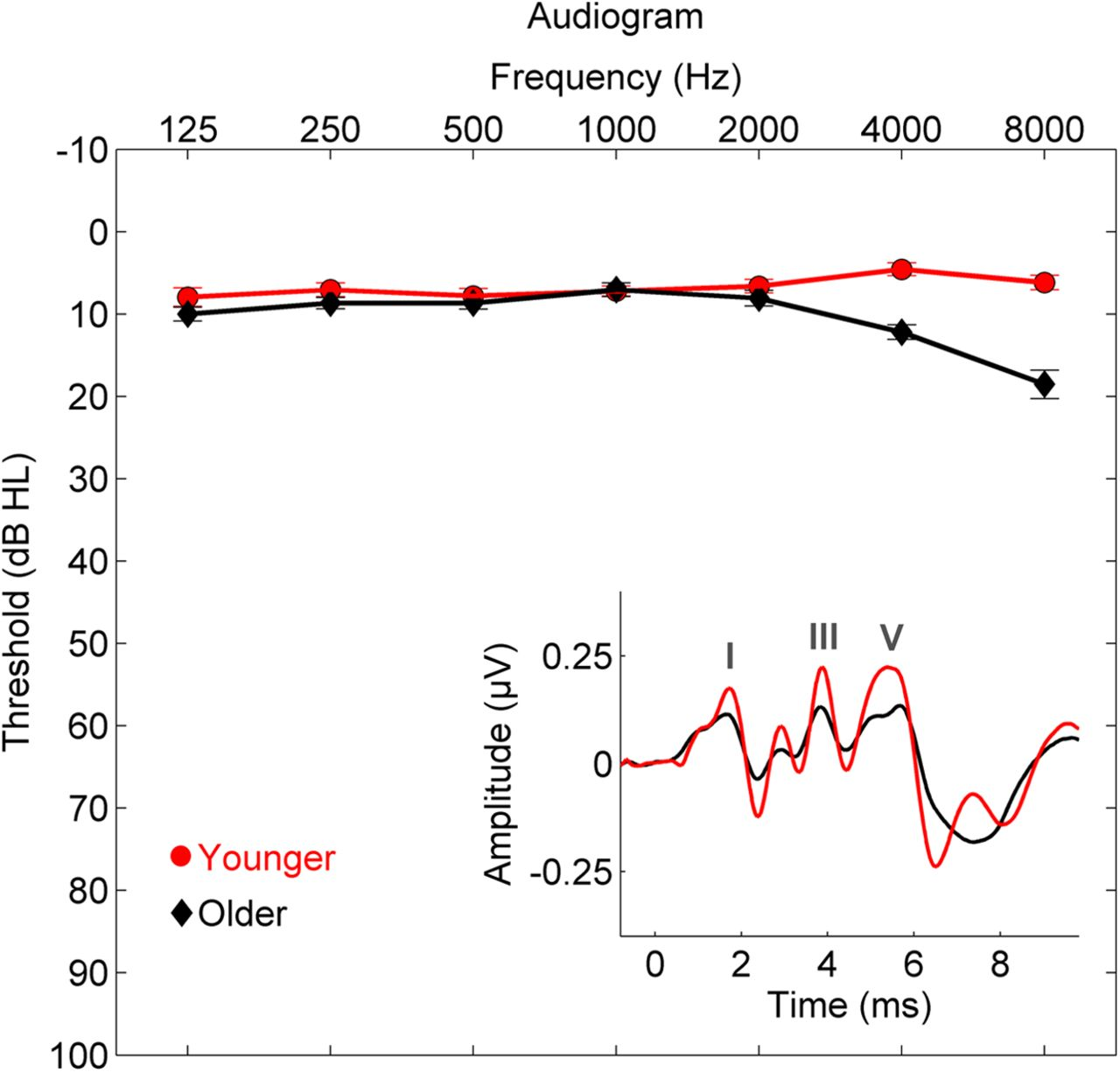
Gemiddelde gehoordrempel in decibel voor verschillende toonhoogten voor jonge (18-30 jarigen, rode rondjes) en oude volwassenen (60-67 jarigen, zwarte ruitjes). Het gehoor van de ouderen is significant slechter dan de jongeren voor hoge toonhoogten (frequenties) van 4000 en 8000 Hz, die ongeveer overeenkomen met de tonen van b′′′′ (B7) en b′′′′′ (B8), respectievelijk. B8 is bij het hoge uiteinde van het bereik van een piano, aan de rechterkant. (De tweede kleinere grafiek gaat over het horen van klikjes.)

De gehoordrempel is de laagste geluidsdruk waarbij een persoon een geluid nog kan waarnemen, met andere woorden het zachtste geluid dat een persoon kan horen.

## Normering
De gehoordrempel is bij elk individu verschillend. De gemiddelde gehoordrempel is internationaal vastgelegd in een ISO norm, namelijk ISO:226. Deze norm bevat gegevens omtrent de luidheid van tonaal geluid, waaruit blijkt hoe luid een persoon een bepaalde toon ervaart. De luidheid van een toon met een geluidsdruk van 0 dB bij 2500 Hz is daarbij als nulpunt genomen. Deze gegevens zijn gebaseerd op metingen aan proefpersonen met een normaal gehoor en een leeftijd van 18 t/m 25 jaar.

## Frequentieafhankelijkheid
De gehoordrempel is sterk afhankelijk van de frequentie van het geluid en vertoont bij personen zonder gehoorschade of presbyacusis een minimum tussen 1000 Hz en 5000 Hz. Rond een frequentie van 4000 Hz horen mensen het beste. De gehoordrempel bedraagt daar ongeveer −5 dB. Bij dit minimum is het gehoor van mensen dus het meest gevoelig.
Bij lage frequenties is het menselijk oor veel minder gevoelig; bij 100 Hz bedraagt de gehoordrempel ongeveer 28 dB, bij 10 Hz zelfs ongeveer 95 dB. Het geluid wordt bij zulke lage frequenties eerder gevoeld dan gehoord. De verschillen tussen individuele personen zijn bij de laagste frequenties echter zeer groot, zodat de ene persoon het geluid helemaal niet waarneemt, en de andere zeer gehinderd kan zijn.

## Hoogte gehoordrempel
De gehoordrempel van een persoon kan door metingen worden bepaald, en wordt dan vastgelegd in een audiogram.
De referentie geluidsdruk van 2 × 10−5 Pa = 20 µPa is gelijkgesteld aan de gehoordrempel bij 1000 Hz van een gemiddelde persoon. De gehoordrempel bij 1000 Hz bedraagt derhalve 0 dB.

## Dieren
Sommige dieren, zoals de hond hebben een lagere gehoordrempel dan de mens. Honden en muizen kunnen vooral bij hoge frequenties veel beter horen. Dolfijnen kunnen nog hogere frequenties horen, maar vleermuizen kunnen de hoogste frequenties horen.

## Slechthorendheid
Slechthorendheid gaat gepaard met een verhoogde gehoordrempel. Dit kan ontstaan door ouderdom, maar kan ook veroorzaakt worden door een middenoorontsteking of aangeboren zijn. Een ziekte zoals otosclerose kan ook slechthorendheid veroorzaken. Als de slechthorende persoon een gehoordrempel heeft die in het audiogram onder de zogeheten spraakbanaan ligt zal de persoon grote moeite hebben om andere mensen te verstaan en is een hoortoestel nodig.

### Lawaaidoofheid
Bij lawaaidoofheid is vooral de gehoordrempel bij frequenties vanaf 1000 Hz verhoogd, hetgeen er toe leidt dat vooral de medeklinkers niet meer van elkaar kunnen worden onderscheiden. Het geluid van medeklinkers bevat door het impulsachtige en ruisachtige karakter veel hoge frequenties. Een slechthorend persoon kan hierdoor verschillende woorden niet van elkaar onderscheiden, bijvoorbeeld sap en tap zullen dan veel op elkaar lijken.
Het verband tussen de gehoordrempel en slechthorendheid is als volgt:
| Gehoorverlies in decibel (dB) | Aanduiding                                              | Omschrijving | Hulpmiddel                                             |
| ----------------------------- | ------------------------------------------------------- | --- | ------------------------------------------------------ |
| 0 tot 30                      | Normaal horend tot licht slechthorend                   | Een gesprek op grote afstand of zachte gesprekken zullen misschien niet altijd gevolgd kunnen worden.                                                               | (Meestal) geen nodig                                   |
| 30 tot 60                     | Licht tot matig slechthorend                            | Een gesprek op meer dan één meter of een zacht gesprek lukt vaak niet. Groepsgesprekken zijn een probleem.                                                          | Hoortoestel                                            |
| 60 tot 70                     | Zwaar slechthorend                                      | Groepsgesprekken zijn heel moeilijk, gesprekken op luide toon worden wel verstaan.                                                                                  | Hoortoestel of elektrisch akoestische stimulatie (EAS) |
| 70 tot 80                     | Ernstig slechthorend                                    | Gesprekken op luide toon worden nog wel gehoord, maar niet altijd verstaan.                                                                                         | Zwaar hoortoestel of EAS                               |
| 80 tot 110                    | Doof (zeer ernstig slechthorend of doof met restgehoor) | Alleen omgevingsgeluid van een bron op zeer korte afstand wordt nog gehoord, gesprekken zijn niet meer mogelijk.                                                    | Zwaar hoortoestel of cochleair implantaat (CI)         |
| 110 tot 120                   | Diepdoof                                                | Enkel lage tonen van een bron op zeer korte afstand worden nog waargenomen. Dit kan niet echt 'horen' genoemd worden, het oor neemt alleen nog wat trillingen waar. | CI                                                     |
| Vanaf 120                     | Vibratiedoof                                            | Geluid en ook trillingen worden niet meer waargenomen. | CI                                                     |

Na kortdurende blootstelling aan hard geluid, bijvoorbeeld na een avond of nacht met housemuziek of in de disco, kan de gehoordrempel tijdelijk verhoogd zijn. Er kan ook tinnitus optreden. Komt dit niet al te vaak voor, dan herstelt het gehoor zich weer spontaan. Niettemin wordt bij jongeren hierdoor, of door het veelvuldig gebruik van hoofdtelefoons met harde muziek, blijvende gehoorschade geconstateerd.

### Ouderdomsdoofheid
Met het ouder worden wordt het gehoor vanzelf slechter (ouderdomsdoofheid). Vooral bij hogere frequenties wordt de gehoordrempel hoger. Door statistisch onderzoek bij grote aantallen mensen is vastgesteld hoe groot de gemiddelde verhoging van de gehoordrempel is.
| De gemiddelde gehoordrempelverhoging voor mannen tussen 20 jaar (M20) en 60 (M60) jaar en voor vrouwen van 60 jaar (V60) |

In onderstaande tabellen de leeftijdscorrectie voor mannen en vrouwen, volgens de Amerikaanse standaard: Occupational Health and Environment Control, Standard Number:1910.95 App F
Hieruit blijkt dat vrouwen op hogere leeftijd een flink beter gehoor hebben dan mannen. Bij 6000 Hz hebben de mannen op 60-jarige leeftijd gemiddeld een met 38 dB verhoogde drempel, bij vrouwen is dat slechts 22 dB. Deels wordt dit veroorzaakt doordat mannen gemiddeld aan meer lawaai worden blootgesteld gedurende hun leven, denk daarbij aan het schieten tijdens militaire dienst. Maar vrouwen hebben intrinsiek een beter gehoor op hogere leeftijd.
|                                   | Mannen | Mannen | Mannen | Mannen | Mannen |      | Vrouwen | Vrouwen | Vrouwen | Vrouwen | Vrouwen |
| Audiometrische Testfrequentie(Hz) | 1000   | 2000   | 3000   | 4000   | 6000   | 1000 | 2000    | 3000    | 4000    | 6000    |         |
| --------------------------------- | ------ | ------ | ------ | ------ | ------ | ---- | ------- | ------- | ------- | ------- | ------- |
| 20 jaar en jonger                 | 5      | 3      | 4      | 5      | 8      | 7    | 4       | 3       | 3       | 6       |         |
| 21                                | 5      | 3      | 4      | 5      | 8      | 7    | 4       | 4       | 3       | 6       |         |
| 22                                | 5      | 3      | 4      | 5      | 8      | 7    | 4       | 4       | 4       | 6       |         |
| 23                                | 5      | 3      | 4      | 6      | 9      | 7    | 5       | 4       | 4       | 7       |         |
| 24                                | 5      | 3      | 5      | 6      | 9      | 7    | 5       | 4       | 4       | 7       |         |
| 25                                | 5      | 3      | 5      | 7      | 10     | 8    | 5       | 4       | 4       | 7       |         |
| 26                                | 5      | 4      | 5      | 7      | 10     | 8    | 5       | 5       | 4       | 8       |         |
| 27                                | 5      | 4      | 6      | 7      | 11     | 8    | 5       | 5       | 5       | 8       |         |
| 28                                | 6      | 4      | 6      | 8      | 11     | 8    | 5       | 5       | 5       | 8       |         |
| 29                                | 6      | 4      | 6      | 8      | 12     | 8    | 5       | 5       | 5       | 9       |         |
| 30                                | 6      | 4      | 6      | 9      | 12     | 8    | 6       | 5       | 5       | 9       |         |
| 31                                | 6      | 4      | 7      | 9      | 13     | 8    | 6       | 6       | 5       | 9       |         |
| 32                                | 6      | 5      | 7      | 10     | 14     | 9    | 6       | 6       | 6       | 10      |         |
| 33                                | 6      | 5      | 7      | 10     | 14     | 9    | 6       | 6       | 6       | 10      |         |
| 34                                | 6      | 5      | 8      | 11     | 15     | 9    | 6       | 6       | 6       | 10      |         |
| 35                                | 7      | 5      | 8      | 11     | 15     | 9    | 6       | 7       | 7       | 11      |         |
| 36                                | 7      | 5      | 9      | 12     | 16     | 9    | 7       | 7       | 7       | 11      |         |
| 37                                | 7      | 6      | 9      | 12     | 17     | 9    | 7       | 7       | 7       | 12      |         |
| 38                                | 7      | 6      | 9      | 13     | 17     | 10   | 7       | 7       | 7       | 12      |         |
| 39                                | 7      | 6      | 10     | 14     | 18     | 10   | 7       | 8       | 8       | 12      |         |
| 40                                | 7      | 6      | 10     | 14     | 19     | 10   | 7       | 8       | 8       | 13      |         |
| 41                                | 7      | 6      | 10     | 14     | 20     | 10   | 8       | 8       | 8       | 13      |         |
| 42                                | 8      | 7      | 11     | 16     | 20     | 10   | 8       | 9       | 9       | 13      |         |
| 43                                | 8      | 7      | 12     | 16     | 21     | 11   | 8       | 9       | 9       | 14      |         |
| 44                                | 8      | 7      | 12     | 17     | 22     | 11   | 8       | 9       | 9       | 14      |         |
| 45                                | 8      | 7      | 13     | 18     | 23     | 11   | 8       | 10      | 10      | 15      |         |
| 46                                | 8      | 8      | 13     | 19     | 24     | 11   | 9       | 10      | 10      | 15      |         |
| 47                                | 8      | 8      | 14     | 19     | 24     | 11   | 9       | 10      | 11      | 16      |         |
| 48                                | 9      | 8      | 14     | 20     | 25     | 12   | 9       | 11      | 11      | 16      |         |
| 49                                | 9      | 9      | 15     | 21     | 26     | 12   | 9       | 11      | 11      | 16      |         |
| 50                                | 9      | 9      | 16     | 22     | 27     | 12   | 10      | 11      | 12      | 17      |         |
| 51                                | 9      | 9      | 16     | 23     | 28     | 12   | 10      | 12      | 12      | 17      |         |
| 52                                | 9      | 10     | 17     | 24     | 29     | 12   | 10      | 12      | 13      | 18      |         |
| 53                                | 9      | 10     | 18     | 25     | 30     | 13   | 10      | 13      | 13      | 18      |         |
| 54                                | 10     | 10     | 18     | 26     | 31     | 13   | 11      | 13      | 14      | 19      |         |
| 55                                | 10     | 11     | 19     | 27     | 32     | 13   | 11      | 14      | 14      | 19      |         |
| 56                                | 10     | 11     | 20     | 28     | 34     | 13   | 11      | 14      | 15      | 20      |         |
| 57                                | 10     | 11     | 21     | 29     | 35     | 13   | 11      | 15      | 15      | 20      |         |
| 58                                | 10     | 12     | 22     | 31     | 36     | 14   | 12      | 15      | 16      | 21      |         |
| 59                                | 11     | 12     | 22     | 32     | 37     | 14   | 12      | 16      | 16      | 21      |         |
| 60 en ouder                       | 11     | 13     | 23     | 33     | 38     | 14   | 12      | 16      | 17      | 22      |         |

## Aanverwante onderwerpen
- Gehoor
- Oor
- Gehoorschade
- Doofheid

bioakoestiek · geluid · decibel · dB(A) · geluidsdruk · geluidsintensiteit · geluidssnelheid · geluidsgolf · ultrageluid · laagfrequent geluid · infrageluid · puntbron · lijnbron · gehoordrempel · gehoorschade · geluidshinder · elektroakoestiek